# Bexi-sorozat
A Bexi sorozat Leiner Laura magyar írónő 2014–2017 között megjelent, hat kötetből álló magyar kortárs ifjúsági regénysorozata. Témái a zeneipar sajátosságai, a tinisztárok élete, az X-Faktor-szerű tehetségkutatók felfedezettjeinek útkeresése, a hírnévvel járó mélypontok, döntés a tanulmányok folytatása és a popszakma között. Egy vélemény szerint „[e]z a könyvsorozat elsősorban azokat a fiatalokat szólítja meg, akik mindennapi problémákkal küzdenek és nehezen tudnak barátkozni és barátokat szerezni.”

## Keletkezése
A Szent Johanna gimi kiadása után Leiner Laura szerette volna újraépíteni a karrierjét, eltávolodva az egyre népszerűbbé váló iskolai naplóregényektől. A Bábel és az Akkor szakítsunk után, 2014 októberében jelent meg a Bexi-sorozat első kötete. Az írónő saját bevallása szerint a 2010-es évek tehetségkutató műsoraival kapcsolatos kérdéseket, ellentmondásokat próbálta megválaszolni: helye van-e a zenei piacon az évi tucatnyi „felfedezettnek”, akiket azzal hitegetnek, hogy világszínvonalú előadást mutattak be; továbbá mi lesz a menet közben kieső versenyzőkkel?

## Cselekménye
Főszereplője Budai Rebeka, aki a sorozat elején 16 éves. Miután feltölt egy zenés produkciót egy közösségi oldalra, felfigyel rá és felkarolja egy zenei menedzser. Rebeka Bexi néven zenei karrierbe kezd, majd egy tévés tehetségkutatóban egy másik fiatal tehetséggel együtt lép fel. Élete gyökeresen megváltozik, korábbi barátait, szerelmét elveszíti, hírnévre és új barátokra tesz szert.

## Fogadtatása
A könyvsorozat igen sikeres volt, mely az írónő szerint hiánypótló jellegének köszönhető. A hat kötetből négy Libri Aranykönyv-díjas (három közülük első helyezett) az ifjúsági irodalom kategóriában. Sikerét az is mutatja, hogy a kötetek igen nagy példányszámban jelentek meg (például a 4. kötet 2016 második negyedévében a legmagasabb példányszámú magyar szerzőjű könyv volt).
Egy méltatás szerint „A lényeg, hogy Leiner Laura nem csak egy könyvsorozatot adott nekünk – sohasem volt így egyik művénél sem –, hanem gyerekkort, vidító, vicces jeleneteket, pillanatokat, amikor pattanásig feszült idegekkel faltuk a sorokat. [...] De legfőképp a valóság egy olyan darabkáját, ahova elbújhattunk, körülnézhettünk, és levetíthettük magunknak Budai Rebeka életének egyik legfontosabb darabkáját kisebb megszakításokkal.”

## Részei
1. Leiner Laura. Késtél. Budapest: GABO (2014). ISBN 9789636899578
2. Leiner Laura. Hullócsillag. Budapest: GABO (2015). ISBN 9789634060055
3. Leiner Laura. Illúzió. Budakalász: L&L (2015). ISBN 9786158031219
4. Leiner Laura. Nélküled. Budakalász: L&L (2016). ISBN 9786158031240
5. Leiner Laura. Valahol. Budakalász: L&L (2016). ISBN 9786155653346
6. Leiner Laura. Egyszer. Budakalász: L&L (2017). ISBN 9786155653384

## Érdekességek
Az utolsó kötet függelékében a sorozatban szereplő előadók, együttesek, lemezkiadók rövid történetei és utóéletei fiktív Wikipédia-cikkek formájában vannak bemutatva.